# Kurt Cobain
Kurt Donald Cobain (n. 20 februarie 1967 - d. 5 aprilie 1994) a fost un cântăreț, chitarist și compozitor în formația de muzică rock Nirvana, originară din Seattle. Cobain s-a născut în Aberdeen, Washington și a avut parte de o copilărie dificilă, la care a făcut referire în unele cântece și interviuri. Cunoscut pentru versurile sale abrazive și tulburătoare, precum și pentru registrul vocii, Cobain este considerat unul din cei mai influenți cântăreți rock din toate timpurile.
Cobain a format în 1986 trupa „Nirvana”, împreună cu Krist Novoselic. În primii doi ani trupa a devenit cunoscută printre amatorii de grunge din Seattle. În 1991 lansarea videoclipului pentru piesa „Smells Like Teen Spirit” de pe albumul „Nevermind” a marcat schimbarea preferințelor în rândul fanilor muzicii rock „mainstream”, care în anii '80 preferaseră stiluri precum glam metal, arena rock, sau dance-pop, către grunge și rockul alternativ în general. Mass-media a transformat acel cântec în „anthem-of-a-generation” („imn al unei generații”) și pe Cobain în „purtătorul de cuvânt” al Generației X, contrar voinței sale. Printre cântecele compuse de Cobain se numără „Come as You Are”, „Lithium”, „In Bloom”, „Heart-Shaped Box”, „All Apologies”, și „About a Girl”,“Smells Like Teen Spirit „.
În ultimii ani de viață Cobain s-a luptat cu dependența de droguri și a făcut cu greu față presiunii mass-media, el declarând la un moment dat: „Faimos era ultimul lucru la care voiam să ajung”. Pe 8 aprilie 1994 Cobain a fost găsit mort în casa lui din Seattle. Avea 27 de ani. Moartea lui a fost declarată sinucidere, dar acest subiect este încă unul controversat. A fost un cântăreț grozav.

## Biografie

### Începuturi
Cobain s-a născut pe 20 februarie 1967 în Grays Harbor Community Hospital din Aberdeen, Washington, ca fiul lui Donald și Wendy Cobain și și-a petrecut primele șase luni de viață în Hoquiam, Washington, până când familia sa s-a mutat în Aberdeen. Și-a dovedit interesul pentru muzică încă din primii ani de viață. Conform mătușii sale Mari, „He was singing from the time he was two. He would sing Beatles songs like 'Hey Jude.' He had a lot of charisma from a very young age” („Începuse să cânte de când avea doi ani. Îi plăcea să cânte melodii de la Beatles precum «Hey Jude». Avea o carismă deosebită de la o vârstă foarte fragedă.”).
Viața lui Kurt Cobain s-a schimbat într-un mod dramatic atunci când, în 1975, pe când avea șapte ani, părinții săi au divorțat, un eveniment citat mai apoi ca unul de impact profund asupra vieții sale. Mama lui a observat o schimbare majoră în personalitatea sa, Kurt devenind mai retras. Într-un interviu din 1993, Cobain a declarat : „Îmi amintesc că, dintr-un motiv sau altul, mă simțeam rușinat. Mi-era rușine de părinții mei. Nu mai puteam să dau ochii cu unii dintre prietenii mei de la școală, deoarece îmi doream cu disperare clasica, știi tu, familia tipică. Mamă, tată. Îmi doream acea securitate, așa că mi-am detestat părinții timp de câțiva ani din cauza asta.” În primul an de după divorț, Kurt Cobain a trăit cu mama sa, iar după aceea s-a mutat în Montesano, Washington pentru a trăi cu tatăl său. După doar câțiva ani, însă, spiritul său juvenil de rebeliune l-a adus în situația de a fi aruncat de la un membru al familiei sau prieten, la altul.
Adolescența lui Cobain a fost dificilă. La școală era puțin interesat de orele de sport. La insistențele tatălui său s-a înscris în echipa de wrestling a liceului. Deși se descurca la el, ura acel sport. Mai târziu, tatăl său l-a înscris înt-o ligă locală de baseball, unde Cobain juca intenționat prost, pentru a fi eliminat. În schimb, lui Cobain îi plăceau cursurile de artă. Obișnuia să deseneze în timpul orelor, inclusiv fetuși și anatomie umană. Cobain era prieten cu un coleg homosexual, și pentru asta era uneori agresat de elevi homofobi. Acea prietenie i-a făcut pe unii să creadă că și Cobain era homosexual. Într-un jurnal personal, el a scris fraza „I am not gay, although I wish I were, just to piss off homophobes” („Nu sunt gay, deși mi-aș dori să fiu, doar ca să-i enervez pe homofobi”.). Într-un interviu din februarie 1993 a declarat că obișnuia să scrie cu vopsea „God is Gay” pe camioanele de prin Aberdeen. Cobain de asemenea a pretins că în 1985 a fost arestat deoarece a scris pe o bancă „HOMO SEX RULES”. Cu toate acestea, arhivele poliției arată că a fost arestat pentru că a scris fraza „Ain't got no how watchamacallit”, cu fiecare „t” scris de patru ori mai mare decât restul literelor. Ca și adolescent cu viață de familie haotică, crescând într-un orășel din Washington, Cobain și-a găsit eliberarea în scena punk din Pacificul de Nord-Vest, ducându-se la concerte punk-rock din Seattle. Cobain s-a împrietenit pentru toată viața cu membrii trupei „The Melvins”, și ei tot din Montesano, a căror muzică va influența stilul trupei Nirvana.
În mijlocul clasei a zecea Cobain a ajuns să trăiască din nou cu mama sa în Aberdeen. La două săptămâni înainte de terminarea cursurilor, Cobain a abandonat liceul deoarece și-a dat seama că nu are îndeajuns de multe credite pentru a absolvi. Mama sa i-a dat un ultimatum : să-și găsească o slujbă sau să plece. După aproximativ o săptămână, Cobain și-a găsit hainele și alte posesiuni împachetate în cutii. Obligat să plece, Cobain a stat deseori acasă la prieteni, și uneori se strecura în pivnița mamei sale. A început să-și găsească servicii temporare și a strâns destui bani pentru a închiria, alături de un prieten, un apartament în iunie 1985; dar după câteva luni Cobain n-a mai putut plăti chiria. Avea să afirme că s-a văzut obligat să trăiască sub podul de pe râul Wishkah, o experiență care a stat la baza cântecului „Something in the Way”, de pe albumul „Nevermind”. Cu toate acestea, în 2001 Krist Novoselic a declarat „He hung out there, but you couldn't live on those muddy banks, with the tides coming up and down. That was his own revisionism.” („El dădea pe acolo, dar nu puteai trăi pe acele maluri noroioase, cu toate mareele. Acela a fost revizionismul său”.).
În 1986 Cobain s-a mutat în prima casă în care a trăit singur și și-a plătit chiria muncind într-o stațiune de pe coastă, la vreo 20 de mile de Aberdeen. În același timp călătorea frecvent în Olympia, Washington pentru a urmări spectacolele rock. În timpul uneia dintre călătorii și-a început relația cu Tracy Marander. După despărțirea din 1990, și-a început relația cu baterista Tobi Vail de la Bikini Kill.

### Nirvana
Când a împlinit paisprezece ani, unchiul lui Kurt i-a oferit posibilitatea de a alege între o chitară și o bicicletă; Kurt a ales chitara. A început să exerseze câteva coveruri, inclusiv Back in Black de la AC/DC sau My Best Friend's Girl de la The Cars, și în curând a început să lucreze la propriile compoziții.
În liceu Cobain nu a găsit multă lume care să-i împărtășească pasiunea. Până la urmă l-a întâlnit pe Krist Novoselic, și el un împătimit al muzicii punk, care stătea aproape de podul Young Street. Mama lui Novoselic era propietarul unui salon de coafat, și cei doi exersau câteodată în camera de la etaj. Câțiva ani mai târziu, Cobain a încercat să-l convingă pe Novoselic să formeze o trupă împreună, împrumutându-i un demo al fostei trupe a lui Cobain, Fecal Matter. După luni de încercări, Novoselic a acceptat până la urmă propunerea lui Cobain, punând bazele viitoarei trupe Nirvana.
De-a lungul primilor ani în care au cântat împreună, Novoselic și Cobain au schimbat des bateristul. Până la urmă, cei doi l-au ales pe Chad Channing, cu care Nirvana a înregistrat albumul Bleach, lansat de Sub Pop Records în 1989. Cobain, cu toate acestea, a ajuns să fie nesatisfăcut de stilul lui Channing, așa că trupa a găsit un înlocuitor, în persoana lui Dave Grohl. Împreună cu Grohl, formația a avut parte de cel mai mare succes al ei, albumul lansat în 1991, în premieră de o casă de discuri importantă, Nevermind.
Cobain s-a străduit să concilieze succesul enorm al trupei Nirvana cu originile de underground ale muzicii sale. S-a simțit de asemenea persecutat de mass-media, comparându-se cu Frances Farmer, și fiind indignat de cei care se considerau fani ai trupei, dar nu înțelegeau cu adevărat mesajul cântecelor (de altfel cântecul In Bloom de pe albumul Nevermind face referire la asta). Un incident care l-a tulburat pe Cobain a fost știrea că doi bărbați au violat o femeie, în timp ce cântau Polly de la Nirvana, un cântec despre drama violurilor. Cobain a condamnat episodul cu ocazia lansării în Statele Unite a albumului Incesticide : „Anul trecut, o fată a fost violată de două risipe de spermă și ouă, în timp ce fredonau versurile cântecului nostru «Polly». Îmi vine greu să continui știind că avem astfel de plancton în rândul ascultătorilor noștri. Îmi pare rău să fiu atât de nepoliticamente corect, dar așa simt eu”.

### Mariaj
Courtney Love l-a văzut pentru prima oară pe Cobain cântând în 1989, la un spectacol din Portland, Oregon; cei doi au discutat puțin după spectacol și Love s-a îndrăgostit de el. Conform jurnalistului Everett True, perechea a făcut cunoștință în mod formal la un concert al trupei L7/Butthole Surfers din Los Angeles, în mai 1991. În săptămânile care au urmat, după ce a aflat de la Grohl că ea și Cobain se îndrăgostiseră reciproc, Love a început să-l urmărească pe Cobain. După câteva săptămâni de incertitudine a relației, în toamna lui 1991, cei doi au rămas împreună, ajutați și de consumul de droguri.
Pe 24 februarie 1992 Cobain s-a însurat în Hawaii cu Courtney Love, însărcinată cu copilul său. Pe 18 august s-a născut fiica lor, Frances Bean Cobain, a cărui al doilea nume i-a fost dat după Frances McKee din trupa The Vaselines.
Courtney Love nu a fost placută de fanii Nirvana deoarece aceștia considerau că se folosește de soțul ei pentru popularitate (se vehiculează că albumul Hole –  Live Through This a fost compus chiar de Cobain). Acesta a fost totodată un motiv pentru critici de a-l compara pe Cobain mai departe cu idolul său John Lennon, relația celor doi fiind foarte des comparată cu relația lui Lennon cu Yoko Ono.

### Moartea
Pe 5 aprilie 1994 Kurt Cobain se sinucide prin împușcare, iar pe 8 aprilie a fost găsit în casa din Lake Washington de către un electrician. 
Circumstanțele dubioase ale morții lui Kurt Cobain au pornit o întreagă dispută în jurul morții sale, ce continuă și în ziua de azi: de-o parte sunt cei care au căzut de acord cu verdictul poliției – cel de sinucidere, iar de altă parte sunt cei care consideră că moartea sa a fost cauzată de o crimă.
Cobain scria des în jurnal, lăsând 22 de caiete după moarte. În noiembrie 2002 o selecție din acestea a fost publicată.
După opt ani de la moartea sa, ultima înregistrare în studio a trupei Nirvana a fost scoasă pe piață – piesa You know you’re right, care a ajuns pe locul 1 în toată lumea, aducând o nouă generație de fani trupei.